# دنیس اندراس
دنیس اندراس (انگلیسی: Dennis Endras؛ زادهٔ ۱۴ ژوئیهٔ ۱۹۸۵) بازیکن هاکی روی یخ اهل آلمان است.